# Дым-туман
Дым-Тума́н — пятый студийный альбом группы «Телевизор», вышедший в 1993 году.

## История записи
После записи предыдущего альбома «Мечта самоубийцы» группа фактически распадается и фактически в «Телевизоре» остаётся только один Михаил Борзыкин.
Весной 1992 года Борзыкину удаётся набрать новый состав «Телевизора», куда вошли клавишник Константин Шумайлов, барабанщик Игорь Фёдоров и гитарист Сергей Богданов. «Телевизор» снова начинает выступать, хотя в этот период число поклонников группы сильно уменьшилось по сравнению с временами перестройки и постоянными концертными площадками коллектива становятся появляющиеся в Петербурге и Москве маленькие клубы. И в том же 1992 году на студии Indie записывается альбом «Дым-туман».
В отличие от предыдущих работ звучание этого альбома выдержано в более мягком стиле («Шанс», «Гости», «Кожа апельсинья», «Конца света не будет»), хотя характерное для Телевизора жёсткое электронно-гитарное звучание также присутствует («На Желябова 13», «Дым-туман», «Уходи один», «Я у вольных у небес»), лирический герой песен — герой-индивидуалист, похожий на лирического героя «Шествия рыб» и отчасти некоторых песен «Отечества Иллюзий» который пытается найти себя и сохранить свою индивидуальность в новой реальности, которую пытается осмыслить. В альбом также вошли переработанная версия песни «Сыт по горло» с альбома «Отечество Иллюзий», в которой резко критикуется складывающееся на пост-советском пространстве общество потребления (с текстом 1992 года эта песня до сих пор исполняется на всех концертах «Телевизора») и кавер-версия битловской песни «I’m the Walrus», кроме того в одно из переизданий альбома вошла ранее не входившая туда инструментальная композиция «Вальс». А на песню «Кожа апельсинья» был снят клип.
Альбом, как и его предшественник «Мечта самоубийцы» не пользовался коммерческим успехом и, более того, не был даже замечен прессой. Группа к 1994 году постепенно исчезает из телеэфира и радиоротаций. Вскоре Богданов и Фёдоров покидают группу и «Телевизор» трансформируется в электронный дуэт Борзыкина и Шумайлова.
В 2014 году альбом «Дым-туман» в полной версии был переиздан издательством «Геометрия» — в издании впервые была опубликована ранее неизвестная песня «Run for Your Life».

## Список композиций
| №  | Песня                | Длительность |
| -- | -------------------- | ------------ |
| 1  | Шанс                 | 4:24         |
| 2  | Гости                | 5:23         |
| 3  | На Желябова, 13      | 4:34         |
| 4  | Кожа апельсинья      | 3:25         |
| 5  | Дым-туман            | 5:38         |
| 6  | Конца света не будет | 3:58         |
| 7  | Уходи один           | 3:43         |
| 8  | Я у вольных, у небес | 6:49         |
| 9  | Сыт по горло         | 4:46         |
| 10 | I’m the Walrus       | 3:42         |
| 11 | Run for your life*   | 3:27         |
| 12 | Вальс                | 2:17         |

(*) — только в переиздании издательства «Геометрия»

## Участники записи
- Михаил Борзыкин — вокал, идеи, аранжировки
- Константин Шумайлов — клавиши, бас-клавиатура, бэк-вокал
- Игорь Фёдоров — барабаны
- Сергей Богданов — гитара
- Музыка и тексты — Михаил Борзыкин (кроме 10: Леннон — Маккартни)
- Аранжировки — Михаил Борзыкин
- Звукоинженер — Андрей Лисин
- Звукооператор — Михаил Насонкин
- Продюсеры — О.Круглов, В.Лапин
- Фото: Ильдар Зиганшин